# Monti Dupang
I monti Dupang (dū-páng lǐngP) sono un gruppo montuoso situato tra il centro occidente del Guilin nel Guangxi e il sud-ovest Yongzhou della provincia di Hunan, una delle cinque grandi catene del gruppo dei monti Nanling. Essi vanno da sud-ovest a nord-est e si estendono approssimativamente per 70 km. Attraversano la contea autonoma di Gongcheng Yao, la Contea di Guanyang, nel Guangxi orientale, la Contea di Jiangyong e la Contea di Dao del sud dell'Hunan.

## Riserva naturale nazionale di Dupangling
La riserva naturale nazionale di Dupangling (dūpánglǐng zìrán bǎohùqūP) è un'area protetta nazionale della Cina. Si trova sud-ovest di Yongzhou, lungo la catena dei monti Dupang. L'area confina ad oriente con la città di Qingtang (清塘镇) contea Dao e quella di Qianjiadong (千家峒乡) della Contea di Jiangyong. A sud con la città di Yunshan (允山镇) del Jiangyong, ad ovest con la Contea di Guanyang nel Guangxi e a nord con le città di Shouyan (寿雁镇) e Xianzijiao (仙子脚镇) della contea di Dao. L'area protegge principalmente i più tipici e rappresentativi esemplari di vegetazione e gli ecosistemi forestali nella zona di transizione subtropicale. La riserva è stata istituita nell'aprile del 2004 dal Consiglio di Stato della Repubblica popolare cinese.